# Sindicato dos Servidores do Poder Legislativo Federal e Tribunal de Contas da União
O Sindicato dos Servidores do Poder Legislativo Federal e do Tribunal de Contas da União (Sindilegis) foi fundado em 6 de outubro de 1988, com sede e foro em Brasília-DF, exatamente um dia após a promulgação da Constituição Federal de 1988. Legalmente, é o primeiro sindicato de servidores públicos federais no Brasil. O Sindilegis é a organização sindical representativa dos servidores da Câmara dos Deputados, do Senado Federal, do Tribunal de Contas da União.